# Francesco Fuzz Brasini
Francesco Fuzz Brasini, pseudonimo di Francesco Brasini (Cesena, 1967), è un musicista italiano.

## Biografia

### 1985-1992: Gli esordi negli Wasted Time
Dopo aver suonato negli anni '80 con band punk rock e post punk di risonanza locale, nella seconda metà degli anni '80, Francesco Brasini fondò, assieme a Gianni Vianello, Francesco Senni, Marco Cecchi, Roberto Forti e Cristiano Maltoni la band chiamata Wasted Time, con cui proponeva sonorità fortemente influenzate dal rhythm and blues britannico e dal garage rock. Nel 1987, con questa formazione gli Wasted Time pubblicarono il 7" "Sweet Summertime" per la Delta Tau Kai, etichetta torinese legata al fenomeno del revival mod e fondata da membri degli Statuto. Fu poi del 1991 il primo album della band intitolato 10 Volte Prega e pubblicato per la Yeob Records. La band si sciolse poi nel 1992.

### 1993-2003: Brasini e i Jestofunk
Ad inizio anni '90 Francesco Fuzz Brasini conobbe Claudio Rispoli in arte Moz-Art che lo invitò a far parte del nuovo progetto chiamato Jestofunk che fondeva house music, funk ed acid jazz: Fu così che nel 1993 Brasini mise la chitarra nei brani Say It Again e Moai Message del primo album della band intitolato Love In A Black Dimension (Irma Records).
Nel 1994 Francesco Fuzz Brasini entrò in società con Stefano Jimmy Ballardini, con cui fondò il marchio di chitarre e negozio di strumenti musicali Jimmy Guitar, che trovava spazio nella vecchia sede della Motorini Milani. Questa esperienza lo portò ad una ricerca personale sulla natura del suono che si svilupperà ulteriormente nelle esperienze musicali successive ai Jestofunk.
Nel 1997 uscì l'album Universal Mother (Columbia), che oltre a vedere la chitarra di Brasini, vede le tracce Why? e PFunk Station a propria firma. Il brano Why? verrà poi anche inserito nel film Sono positivo di Cristiano Bortone uscito nel 2000. L'album Jestofunk Live (Irma International, 1999) riproponeva invece il concerto al Wiezen festival di Vienna, dove la band suonò da headliner di fronte ad un pubblico di 20.000 persone.
Il progetto Jestofunk si chiude con Seventy Miles From Philadelphia (Rec In Pause, 2003), album che conteneva anche il brano Big Lover, uscito poco prima in una versione remix come collaborazione tra la band ed i Planet Funk, in cui la chitarra di Brasini aveva un ruolo centrale assieme alle percussioni di Frank Nastri.

### 2004-in poi: Cinema, teatrodanza e carriera solista
Intanto, ad inizio anni '00 il negozio Jimmy Guitar era diventato un circolo culturale importante per la città chiamato Officina 49, con sale prova, studi di registrazione e sala concerti. Molti i concerti di musicisti e rock band dell'underground/alternative italiano ed internazionale passati per il club durante quegli anni.
Nel 2006 iniziò la collaborazione con il collettivo Zapruder filmmakersgroup che si inaugurerà con la composizione di un brano per organo da lui stesso eseguito in una scena del film DAIMON - L'Alleluia presentato al Contemporanea festival di Prato nel 2007. Inizia così a collaborare con filmakers, artisti, performer e compagnie teatrali, in un percorso che proseguirà negli anni a venire. Sempre con Zapruder collaborerà alle colonne sonore della video installazione Pletora. Il Dono del 2008, presentato al Santarcangelo festival, a Cock-Crow del 2009, presentato alla 66ª Mostra internazionale d'arte cinematografica di Venezia e ad All Inclusive del 2010 presentato allo Steirischer Herbst di Graz.
Nel 2011 uscì invece Chàsm Achanès, realizzato assieme a Luciano Maggiore e pubblicato per la Boring Machines. L'album ottenne un ottimo riscontro di critica, tanto che la rivista inglese The Wire ne inserì una parte nella compilazione The Wire Tapper 25 curata da Andy Tait, Lisa Blanning e Shane Woolman, mentre la rivista italiana Occulto li inserito nella compilazione curata Onga della Boring Machines che comprendeva molte delle band di quel movimento in seguito chiamato psichedelia occulta italiana. L'album, che presentava composizioni di drone music nasceva da una installazione sonoro-architettonica di vari strumenti acustici che entravano in risonanza interagendo con l'ambiente di registrazione dell'officina 49. Fu poi in questo periodo che Brasini mise a punto una performance chiamata Sevenguitars in cui la disposizione delle chitarre e degli amplificatori manovrati dal musicista, creavano riverberi ed interazioni con le stanze che lo ospitavano. Alcune registrazioni di queste performance apparvero su compilazioni della etichetta di musica post-industriale e rumorismo Radical Matters. Sempre del 2011 era poi l'album Cable Interference pubblicato per la Bruits Netlabel.
Nel 2012, l'incontro con il gruppo di performance art e teatrodanza Barokthegreat lo portò a partecipare allo spettacolo Indigenous - dramma sonoro, in cui Francesco Fuzz Brasini e Leila Gharib musicavano le scene in tempo reale. Nello stesso anno uscì poi il secondo album di Luciano Maggiore & Francesco Brasini intitolato How to Increase Light in the Ear (Boring Machines, 2012), un album "molto più stratificato e complesso" del precedente, che vantava in copertina opere dell'artista Cristian Chironi.
Anche la fruttuosa relazione con Barokthegreat continuò negli anni successivi, realizzando con loro altri due spettacoli: L’attacco del Clone del 2013 e Victory Smoke del 2014. Sempre del 2013 fu la sua partecipazione alla colonna sonora del film documentario Hometown|Mutonia del collettivo ZimmerFrei che trattava del campo della Mutoid Waste Company di stanza a Santarcangelo di Romagna ed del pericolo di sgombero che aleggiava in quel periodo.

## Discografia

### Francesco Fuzz Brasini
- 2011 - Chàsm Achanès (co-firmato con Luciano Maggiore)
- 2011 - Cable Interference
- 2012 - How To Increase Light In The Ear (co-firmato con Luciano Maggiore)

### Con gli Wasted Time
Album
- 1991 - 10 Volte Prega

Singoli
- 1988 - Sweet Summertime

### Con i Jestofunk
- 1994 - Love In A Gold Dimension
- 1997 - Universal Mother
- 1999 - Live
- 2003 - Seventy Miles From Philadelphia

### Con i BeStrass
- 2016 - The Seasons
- 2018 - L'Ultima Carestia

## Colonne sonore

### Cinema
- 2007 - DAIMON. L'Alleluia, (regia: David Zamagni, Nadia Ranocchi)
- 2008 - Pletora. Il Dono, (regia: David Zamagni, Nadia Ranocchi)
- 2008 - DAIMON, (regia: David Zamagni, Nadia Ranocchi)
- 2009 - Cock-Crow, (regia: David Zamagni, Nadia Ranocchi)
- 2010 - All Inclusive, (regia: David Zamagni, Nadia Ranocchi)
- 2012 - I topi lasciano la nave (Yes Sir, I can Boogie), (regia: David Zamagni, Nadia Ranocchi)
- 2013 - Hometown | Mutonia, di ZimmerFrei
- 2014 - Speak in Tongues, (regia: David Zamagni, Nadia Ranocchi)
- 2019 - Zeus Machine, (regia: David Zamagni, Nadia Ranocchi)

### Teatro e Performance
- 2009 - Criptofonia (concerto per farfisa, fruste e microfoni remotati), di Zapruder filmmakersgroup
- 2010 - (S)wing, di Zapruder filmmakersgroup
- 2011 - Suite/concert (concerto per Tennis da tavolo, farfisa, microfoni remotati), di Zapruder filmmakersgroup
- 2012 - I topi lasciano la nave (Yes Sir, I can Boogie), di Zapruder filmmakersgroup
- 2012 - Indigenous - dramma sonoro, di Barokthegreat
- 2013 - L’attacco del Clone, di Barokthegreat
- 2014 - Victory Smoke, di Barokthegreat